# ABC Entertains
ABC Entertains es un canal de televisión australiano en abierto, perteneciente a la radiodifusora pública Australian Broadcasting Corporation. Se trata de un canal infantil y juvenil con series de ficción, dibujos animados y espacios de producción propia. Su horario de emisión es de 6:00 a 22:45.

## Historia
Las emisiones de este canal comenzaron el 4 de diciembre de 2009, bajo la marca «ABC3», en la televisión digital terrestre. El primer ministro australiano Kevin Rudd fue el encargado de inaugurar las emisiones regulares. En su momento se trató de un canal infantil y juvenil que recogía el espíritu de ABC Kids, que funcionó desde 2001 hasta 2003. Con el paso del tiempo, ABC3 se convirtió en la referencia infantil mientras que ABC Kids pasó a ser la marca para la programación preescolar.
En 2016, ABC3 pasó a llamarse «ABC Me» como parte de una estrategia por crear un canal multiplataforma, en abierto y en vídeo bajo demanda para dispositivos móviles.

## Programación
La programación de ABC Me está centrada en el público infantil y juvenil, con una variedad de series de ficción, dibujos animados y espacios de entretenimiento. El canal pretende que al menos el 50% de la programación sea australiana, lo que afecta tanto a la producción propia como a las series. Sin embargo, buena parte de sus espacios son extranjeros, en su mayoría estadounidenses y europeos. 
Desde 2017, ABC Me ha mantenido un acuerdo de colaboración con la Unión Europea de Radiodifusión. El canal infantil fue el representante de Australia en el Festival de la Canción de Eurovisión Junior desde 2017 hasta 2019.
El horario de emisiones de ABC Me comienza a las 6:00 y termina a las 22:45, sin compartir frecuencia con otros canales de ABC.